# Управление на проекти ориентирано към бизнес стойността
Управление на проекти ориентирано към бизнес стойността (англ. Business Value-Oriented Project Management, BVOPM) е вид управление на проекти, което има за цел да подпомогне премахването на отпадъците по време на разработка на продукта и да повиши добавената бизнес стойност към всички свързани процеси в рамките на проекта.

## История
Организацията въвела този вид управление на проекти е Business Value-Oriented Principles ltd (съкр. BVOP) която е създала The BVOP Ultimate Guide през 2018 година, в който всъщност се представят всички детайли свързани с Business Value-Oriented Project Management (BVOPM). Уеб сайта на организацията в който е публикуван официалния BVOP Ultimate Guide е BVOP.org.

### Особености на управлението на проекти ориентирано към бизнес стойността
BVOPM произлиза от BVOP което е съкращението на Business Value-Oriented Principles. Това учение и тенденция в управлението на проекти е част от по-голяма колекция от знание, съдържаща всички „Принципи, ориентирани към Бизнес стойността“ (Business Value-Oriented Principles).
Цялата колекция от принципи съдържат основни правила, активности и препоръки към всички отдели в една организация като идеята е че всички хора в организацията без значение от екипа и отдела в който са назначени, могат да допринасят към бизнес стойността както на продуктите, които организацията разработва, така и за цялата компания.
BVOP предлага идеята целия проджект мениджмънт офис (PMO), както и Програм мениджмънт офиса да бъдат част от един цял офис като дори е възможна идеята да премахване на ролите свързани с програмен или проджект мениджмънт като всички членове на тези екипи са свързани в един общ отдел.

### Продуктовия мениджмънт като част от проджект мениджмънта
Друга особеност на Business Value-Oriented Principles е включването на част от класическите умения и активности на продуктовите ръководители като част от уменията и активностите на ръководителите на проектите. По този начин BVOP цели създаване на екипи с кръстосана функционалност където работата се изпълнява по-лесно и по-бързо.

### Допълнителни практики в активностите на ръководителите на проекти, ориентирани към бизнес стойността.
BVOP добавя следните нови активности и дейности в ръководителите на проектите:
- Управление на документацията
- Продуктов мениджмънт
- Управление на отпадъците
- Вземане на решения
- Измерване на точки бизнес стойност
- Управление на отношението
- Анализ на дефекти
- Наблюдение и оптимизиране
- Управление на Прозрачното табло с проблеми на проекта (англ. Transparent board of project issues)

#### Практики, запазени от класическото управление на проекти са:
- Управление на обхвата
- Управление на риска
- Затваряне на проектите

### Експерименти с методологията
Първо публично сведение за експеримент с BVOPM метода е публикуван в онлайн изданието на Калифорнийския Университет PolicyMatters 2019 Vol. 2, ISSN: 1941 – 8280
Проучващия екип създава два паралелни екипа.
Екип 1 работи по проект, следвайки традиционни модели на управление на проекти.
Екип 2 работи по същия проект, следвайки Управлението на проекти ориентирано към бизнес стойността.
След приключването на експеримента са установени 12 седмици по-бърза работа в полза на BVOPM метода.